# Seabrook (Texas)
Seabrook è un centro abitato degli Stati Uniti d'America, situato nella contea di Chambers e nella contea di Harris dello Stato del Texas.
Diversi mercati ittici si trovano lungomare della città, mentre negozi di antiquariato e bed and breakfast si trovano nella zona del centro. La città è sede di diversi chilometri di sentieri che collegano diversi parchi cittadini gli uni agli altri.

## Geografia fisica
Seabrook è situata sulla baia di Galveston sul Clear Lake, a sud est di Houston, vicino a Pasadena e La Porte. Secondo lo United States Census Bureau, ha un'area totale di 21,3 miglia quadrate (55,1 km²), di cui 5,3 miglia quadrate (13,8 km²) di terreno e 15,9 miglia quadrate (41,3 km²), o 74,97%, d'acqua.

## Società

### Evoluzione demografica
Secondo il censimento del 2000, c'erano 9.443 persone, 4.094 nuclei familiari, e 2.386 famiglie residenti nella città. La densità di popolazione era di 1.647,5 persone per miglio quadrato (636,3/km²). C'erano 4.536 unità abitative a una densità media di 791,4 per miglio quadrato (305,6/km²). La composizione etnica della città era formata dall'88,92% di bianchi, il 2,11% di afroamericani, lo 0,51% di nativi americani, il 3,31% di asiatici, lo 0,02% di isolani del Pacifico, il 2,76% di altre razze, e il 2,36% di due o più etnie. Ispanici o latinos di qualunque razza erano il 10,77% della popolazione.
C'erano 4.094 nuclei familiari di cui il 29,4% avevano figli di età inferiore ai 18 anni, il 46,8% erano coppie sposate conviventi, l'8.1% aveva un capofamiglia femmina senza marito, e il 41,7% erano non-famiglie. Il 34,0% di tutti i nuclei familiari erano individuali e il 3,3% aveva componenti con un'età di 65 anni o più che vivevano da soli. Il numero di componenti medio di un nucleo familiare era di 2,31 e quello di una famiglia era di 3,01.
La popolazione era composta dal 23,9% di persone sotto i 18 anni, il 9,3% di persone dai 18 ai 24 anni, il 38,4% di persone dai 25 ai 44 anni, il 22,8% di persone dai 45 ai 64 anni, e il 5,7% di persone di 65 anni o più. L'età media era di 34 anni. Per ogni 100 femmine c'erano 106,9 maschi. Per ogni 100 femmine dai 18 anni in giù, c'erano 105,1 maschi.
Il reddito medio di un nucleo familiare era di 54.175 dollari, e quello di una famiglia era di 66.815 dollari. I maschi avevano un reddito medio pro capite di 50.322 dollari contro i 32.161 dollari delle femmine. Il reddito medio pro capite era di 29.534 dollari. Circa il 2,8% delle famiglie e il 5,5% della popolazione erano sotto la soglia di povertà, incluso il 6,1% di persone sotto i 18 anni e il 5,1% di persone di 65 anni o più.